# Nokia 8587
Nokia 8587 — сотовый телефон в форм-факторе «раскладушка», выпущенный компанией Nokia в 2002 году для южнокорейского рынка. Производился на заводе в Масане. Один из первых телефонов Nokia с цветным дисплеем.

## Описание
Выпускался в четырёх вариантах цвета корпуса: Sterling Silver, Brilliant Blue, Timeless Titanium и Glamour Gold. При этом он был доступен с двумя вариантами аккумуляторов: BLK-3 (600 мАч) и BLK-5 (800 мАч): вариант с батареей большей ёмкости имел толщину 24.6 мм и массу 95 г; эта версия считалась стандартной, в отличие от варианта с батареей меньшей ёмкости.
Корпус Nokia 8587 выполнен в форм-факторе раскладушки, изготовлен из пластика и алюминия. На внешней стороне расположен дополнительный однострочный LCD-экран с бирюзовой подсветкой. Основной экран имеет разрешение 128х160 пикселей и выполнен по технологии STN. Клавиатура имеет синюю подсветку.
В телефоне имелись 16 полифонических мелодий, 2 встроенные игры и WAP-браузер.

## Характеристики
- Стандарты: CDMA 800
- Экран: CSTN, 4096 цветов, 128 x 160 пикселей
- Внешний экран: LCD, монохромный
- Беспроводные интерфейсы: отсутствуют
- Проводное подключение: RS232
- Фото-/Видеокамера: нет
- Мультимедиа: FM-Радио
- Память: 2 МБ встроенной динамически распределяемой памяти;
- Слоты расширения: нет
- Операционная система: нет
- Батарея: съемный литий-ионный аккумулятор емкостью 800 мАч
- Время работы при разговоре: 2 ч
- Время автономной работы: 180 ч